# Giovanni Tebaldini

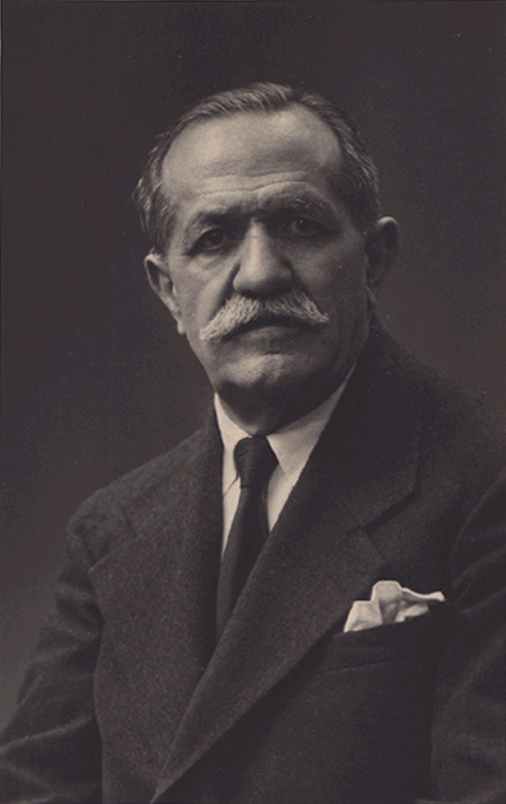
Giovanni Tebaldini.

Giovanni Tebaldini, (Brescia, 7 de septiembre de 1864 - San Benedetto del Tronto, 11 de mayo de 1952). Fue un organista, compositor y musicólogo italiano.

## Primeros años de vida
Estudió al Conservatorio de Milán (1883-1886); se especializó a la Kirchenmusikschule de Regensburg (1889) con Michael Haller y Franz Xaver Haberl. 
Tras haberse dedicado a la música profana y teatral, animado por Don Guerrino Amelli, así inició a ocuparse en la música sagrada. En este empeño, llegó a ser uno de los principales impulsores y representantes del Movimiento Cecilianista.
Fue organista de la catedral de Piazza Armerina (1887); dirigió la Schola Cantorum de la Basílica de San Marcos en Venecia (1889-1894) obteniendo la atención del Cardenal Giuseppe Sarto; la Capilla Musical de la Basílica de San Antonio de Padua (1894-1897); el R. Conservatorio de Parma (1897-1902, período que tuvo contacto con Giuseppe Verdi); la Capilla Musical de la Basílica de la Santa Casa de Loreto. Enseñó al Conservatorio “San Pedro a Majella” de Nápoles (1925-1930); fue director del Instituto Musical “C. Monteverdi” de Génova (1930- 1932).

## Obras
Compuso música profana (46 títulos); música sagrada(142); redujo cerca 130 partituras de maestros de época antigua: “Rappresentazione di Anima e di Corpo” de Emilio de' Cavalieri, “Euridice” de Jacopo Peri y Giulio Caccini, “Jephte” de Giacomo Carissimi, etc.
Escritor de importantes publicaciones: “Metodo di studio per l’Organo moderno” con Marco Enrico Bossi (1893), “Archivio della Cappella Musicale in Padova” (1895), “Archivo Musicale della Cappella Lauretana” (1921), “Ildebrando Pizzetti nelle ‘memorie’ di Giovanni Tebaldini” (1931), “Trattato di composizione” de Peter Piel (traducción del alemán).
Fue crítico de varios periódicos musicales: “Gazzetta Musicale di Milano”, “Musica sacra”, “La Scuola Veneta di Musica Sacra”, “Rivista Musicale Italiana”; y de los periódicos “La Sentinella Bresciana”, “La Lega Lombarda”, “Corriere d’Italia”, “Il Giornale d’Italia”, etc. Escribió varios ensayos y realizó 175 conferencias.

## Reconocimientos
Por su labor como músico y su gran prestigio, recibió importantes condecoraciones y distinciones honoríficas, entre ellas: 
- Caballero de la Orden de Isabel la Católica (1897);
- Caballero (1900) y posteriormente comendador de la Orden de la Corona de Italia (1916);
- Comendador de la Orden de San Silvestre (concedida por el Papa Pío X en (1906);
- Encomienda solemne de la Academia de Italia (1940);
- Académico de la Academia Nacional de Santa Cecilia (1951).